# Toussoun
 (février 2025).
Motif : Pas de sources spécifiques relatives à une "dynastie toussoun", mais bien sur Tusun Pasha.
- Archive Wikiwix
- Bing
- Cairn
- DuckDuckGo
- E. Universalis
- Gallica
- Google
- G. Books
- G. News
- G. Scholar
- Persée
- Qwant
- (zh) Baidu
- (ru) Yandex
- (wd) trouver des œuvres sur Wikidata

| 1. | Préciser le motif de la pose du bandeau. | Précisez le motif de la pose du bandeau en utilisant la syntaxe suivante : {{admissibilité à vérifier\|date=mars 2025\|motif=remplacez ce texte par le motif}}                |
| 2. | Informer les utilisateurs concernés.     | Pensez à avertir le créateur de l'article, par exemple, en insérant le code ci-dessous sur sa page de discussion : {{subst:avertissement admissibilité à vérifier\|Toussoun}} |

Toussoun est une branche cadette de la dynastie vice-royale puis royale égyptienne fondée par Méhémet Ali, qui régna sur l'Égypte de 1805 à 1953. Les princes de cette branche descendent de Toussoun Pasha (en) – qui fut l’élève de Ferdinand de Lesseps –, fils de Saïd Pacha, wālī (vice-roi) d’Égypte, lui-même fils cadet de Méhémet Ali, fondateur de l'Égypte moderne.